# Алвес да Силва, Нестор
Не́стор А́лвес да Си́лва (порт.-браз. Néstor Alves da Silva; род. 23 июня 1926, Нитерой) — бразильский футболист, правый нападающий.

## Карьера
Нестор начал карьеру в клубе «Фонсека». Оттуда в 1946 году он перешёл в клуб «Канто до Рио», а затем играл за «Металургико». Годом позже нападающий стал игроком «Сан-Кристована». Летом того же года Нестор перешёл в «Васко да Гаму». В первом же сезоне он стал чемпионом штата Рио-де-Жанейро. Годом позже футболист помог команде выиграть клубный чемпионат Южной Америки. 25 мая 1949 года Нестор забил единственный гол в матче против лондонского «Арсенала», ставшем одним из первых поражений английских команд во встречах с клубами Южной Америки. В 1949 году футболист с «Васко» выиграл свой второй титул чемпионата штата. 
В 1950 году Нестор был продан в «Палмейрас», несмотря на то, что главный тренер «Васко да Гамы» Флавио Коста был против сделки. 28 мая он дебютировал за клуб в матче с «Ботафого» из Рибейран-Прету. В том же сезоне игрок помог команде выиграть чемпионат штата Сан-Паулу. Весной 1951 года Нестор перешёл во «Фламенго», где 18 марта сыграл первую встречу за клуб против «Сан-Паулу» (4:2). В том же году он выиграл турнир Начала чемпионата Рио-де-Жанейро. Нестор играл за «Фламенго» два сезона, проведя 47 матчей и забив 13 голов. Оттуда игрок перешёл в клуб «XV ноября» из Жау, где выступал до 1956 года. В 1954 году в матче против своего бывшего клуба «Палмейраса» (4:2), в котором он забил два гола, Нестор дважды обвёл ведущего игрока соперника Жаира, после чего сел на мяч и повернулся к трибунам, несколько секунд рассматривая их. 
В 1956 году Нестор во второй раз стал игроком «Палмейраса». В первом же сезоне после возвращения форвард забил 19 голов. Однако уже в следующем году покинул команду. Последний матч за клуб нападающий провёл 10 марта 1957 года против «Брагантино» (2:1). А всего за годы в Палмейрасе Нестор сыграл в 89 матчах и забил 22 гола. В середине года футболист перешёл в «Нороэсте». Там он играл до 1959 года. Последней командой для Нестора стала «Прудентина», где он завершил карьеру в 1960 году. А после этого стал работать главным тренером команды. Он долгое время возглавлял клуб, который под его руководством вышел в высший дивизион чемпионата штата и оставался там до 1967 года. Также он работал с клубами «Гремио Маринга», «Атлетико Паранаэнсе», «Аква Верде» и «XV ноября» из Пирасикабы. Среди прочего, являясь главным тренером «Гремио Маринги», 13 февраля 1966 года он обыграл сборную СССР со счётом 3:2.

## Международная статистика
| Матчи Нестора за сборную Бразилии | Матчи Нестора за сборную Бразилии | Матчи Нестора за сборную Бразилии | Матчи Нестора за сборную Бразилии | Матчи Нестора за сборную Бразилии | Матчи Нестора за сборную Бразилии | Матчи Нестора за сборную Бразилии |
| --------------------------------- | --------------------------------- | --------------------------------- | --------------------------------- | --------------------------------- | --------------------------------- | --------------------------------- |
| №                                 | Дата                              | Место проведения                  | Оппонент                          | Счёт                              | Голы                              | Турнир                            |
| 1                                 | 24 января 1956                    | Монтевидео                        | Чили                              | 1:4                               | —                                 | Чемпионат Южной Америки           |
| 2                                 | 29 января 1956                    | Монтевидео                        | Парагвай                          | 0:0                               | —                                 | Чемпионат Южной Америки           |
| 3                                 | 1 февраля 1956                    | Монтевидео                        | Перу                              | 2:1                               | —                                 | Чемпионат Южной Америки           |

## Достижения
- Чемпион штата Рио-де-Жанейро: 1947, 1949
- Победитель турнира Начала чемпионата Рио-де-Жанейро: 1948, 1951
- Победитель клубного чемпионата Южной Америки: 1948
- Чемпион штата Сан-Паулу: 1950